# Новозеландська жестова мова
Новозеландська жестова мова або NZSL (від англ. New Zealand Sign Language) — головна мова спільноти глухонімих Нової Зеландії. У квітні 2006 року вона стала третьою офіційною мовою після англійської та мови маорі з загальною кількістю мовців близько 7700 осіб.
Новозеландська жестова мова є близькою до британської жестової мови (BSL) та може вважатися її діалектом.
Як і інші жестова мова, NZSL була створена глухонімими, тобто без жодних зв'язків з письмовою або усною мовами, однак, нею можна висловити ті ж самі думки.
NZSL використовує спільну з британською чи австралійською жестовими мовами абетку.
NZSL, як і британська жестова мова, використовує рухи губ в поєднанні з рухами рук та обличчя, однак до лексичного запасу новозеландської жестової мови входять поняття, які характерні виключно для Нової Зеландії.

## Історія
Першими іммігрантами, що прибули з Європи до Нової Зеландії були вихідцями з Великої Британії. Британські глухонімі використовували для спілкування британську жестову мову, котра стала першою жестовою мовою в колонії.
Першим відомим вчителем жестової мови у Новій Зеландії вважають Доркас Мітчел, який навчав дітей однієї родини з Чертеріс Бею, Літелтон Гарбор, протягом 1868—1877 років. В 1877 році вона вже мала 42 учні.
В 1878 році в Самері (на південний схід від Крайстчерча) було відкрито Sumner Deaf and Dumb Institution — першу школу для учнів з вадами слуху. Доркас Мітчел стала кандидатом на пост директора цього навчального закладу, проте пост керівника обійняла Ґеріт ван Аш. Ван Аш підтримувала рішення Конгресу в Мілані 1880 року, проведеного вчителями дітей з вадами слуху, про те, що навчання повинне бути виключно звуковим, а будь-яка жестова мова має бути заборонена. Школа не приймала учнів, які вміли писати, тому на початку свого існування учнями школи були 14 чоловік. Такої вступної політики школа дотримувалася аж до 1979 року. В документальному фільмі про школу, знятому в 1950-х роках, не згадується жестова мова. Подібної політики дотримувались й школи Titirangi та Kelston, що відкрилися в 1940 та 1958 роках відповідно.
Впродовж століття NZSL розвивалася завдяки її таємному використанню у дитячому середовищі.
В 1979 році школа в Самері взяла на озброєння підхід Тотальне спілкування (англ. Total Communication), тобто використання всього, що працює, включаючи й жестову мову. Мовою спілкування було обрано австралійську жестову мову. Молодь почала активно використовувати нововведену мову, настільки використовуючи австралійські знаки, що NZSL почали називати старою мовою. В 1994 році NZSL стала офіційною мовою навчання в країні.
В 1985 році Маріанна Альгрен з Університету королеви Вікторії з Веллінгтону в своїй дисертації довела, що NZSL є самостійною мовою з великим словниковим запасом та граматикою.
В 1992 році було засновано Асоціацію вчителів NZSL (NZSLTA від англ. NZ Sign Language Teachers Association). В наступні роки було створено кілька курсів для дорослих з вивчення NZSL. В 1997 році до навчальної програми Університету королеви Вікторії було додано курс Deaf Studies (курс для глухонімих).
В 1998 році Університет королеви Вікторії спільно з Асоціацією людей з вадами слуху Нової Зеландії видав словник NZSL, що нараховує близько 4000 знаків, класифікованих за формою рук, а не за їхнім сенсом англійською мовою, та закодованих візуально в Hamburg Notational System.
Впродовж кількох років TVNZ випускає щотижневу програму News Review новозеландською жестовою мовою. Проте, в 1993 році згідно з побажаннями новозеландських глухонімих програму закрили, оскільки люди з вадами слуху віддали перевагу програмам з субтитрами. З того часу на новозеландському телебаченні більше не існувало програм на NZSL.

## Надання офіційного статусу
Статус третьої офіційної мови новозеландська жестова мова отримала в квітні 2006 року. Закон щодо надання NZSL статусу офіційною був прийнятий парламентом країни 6 квітня 2006 року у третьому читанні.
На першому читанні, що відбулося 22 червня 2004 року, законопроєкт було погоджено з усіма фракціями парламенту. Після того закон було передано в Комітет з питань виборів та юстиції (англ. Justice and Electoral Committee), повторний розгляд законопроєкту в парламенті відбувся 18 липня 2005 року. У другому читанні 23 лютого 2006 року закон був підтриманий 119 голосами. Проти (2 голоси) виступила лише партія ACT, оскільки її представники вказували на недостатнє фінансування NZSL урядом держави. У третьому читанні 6 квітня 2006 року закон був остаточно прийнятий тією ж кількістю голосів.
10 квітня 2006 року закон отримав королівську санкцію — формальне схвалення закону монархом. Закон набрав чинності наступного дня.

## Варіанти мови
В лексиці носіїв NZSL можна спостерігати деякі відмінності, що зумовлені належністю мовців до різних шкіл для глухонімих, яких в країні нараховується чотири:
- Van Asch Deaf Education Centre, відкрита 1880 року в Крайстчерчі.
- St Dominic's School for the Deaf, відкрита в 1944 у Веллінгтоні, переїхала до Фейлдінгу в 1953.
- Titirangi School for the Deaf, відкрита в 1942 році та закрита після відкриття центру у Келстоні.
- Kelston School for the Deaf, відкрита в 1958 році.